# AZ Sint-Lucas (Brugge)

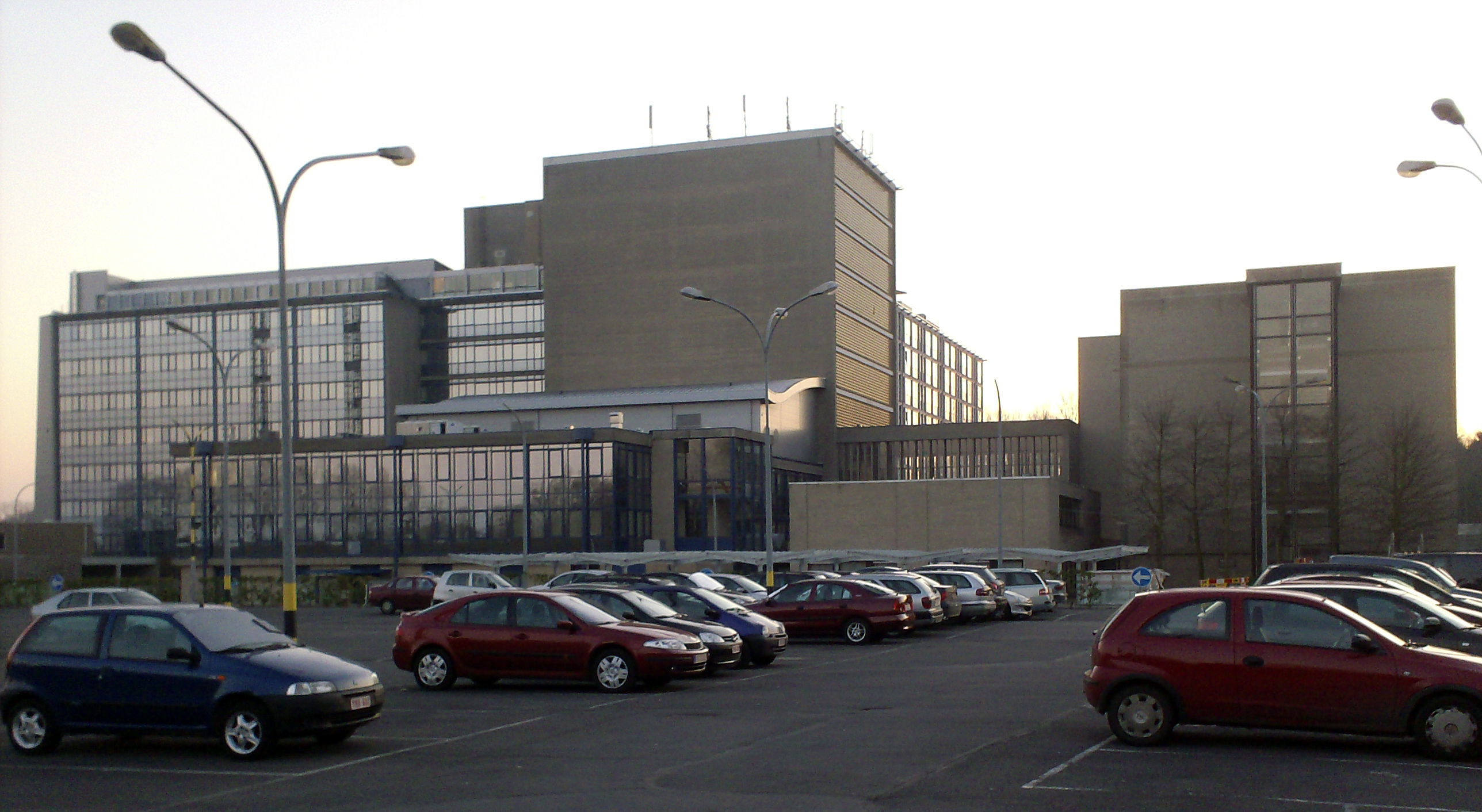
Het AZ Sint-Lucas

AZ Sint-Lucas Brugge is een algemeen ziekenhuis in de Belgische stad Brugge, gelegen in de wijk Steenbrugge in de deelgemeente Assebroek. Het is met 422 erkende bedden en 1.468 personeelsleden in 2023 het tweede grootste ziekenhuis van de stad, na AZ Sint-Jan. Het is een middelgroot ziekenhuis in België, met een omzet in 2018 van 187 miljoen euro.

## Oprichting
Het was in 1960 - onder impuls van bisschop Emiel-Jozef De Smedt - dat besloten werd in Assebroek een ziekenhuis op te richten op basis van de christelijke levensvisie. De opdracht ging naar de Congregatie van de Zusters van de H. Jozef en als naam werd gekozen voor Sint-Lucas, de patroonheilige van de artsen. De bouwfase zelf duurde van 1962 tot 1965, het jaar van de opening met 175 bedden.

## Groei
In 1988 had de fusie plaats tussen AZ Sint-Lucas Brugge (toen 404 bedden) en de Sint-Jozefskliniek (110 bedden), die in 1910 opgericht werd door de Congregatie van de Zusters Augustinessen van Meaux. AZ Sint-Lucas Brugge maakt deel uit van het ziekenhuisnetwerk KOM (Kust, Ommeland en Meetjesland). In november 2019 werd een samenwerkingsakkoord met het Brugs ziekenhuis AZ Sint-Jan afgesloten. De doelstelling is om de activiteiten en de werking van beide ziekenhuizen verder en beter op elkaar af te stemmen in het belang van de kwaliteit van de zorgverlening aan de bevolking van Brugge en omstreken.
Tot op vandaag kende AZ Sint-Lucas Brugge een enorme expansie en kwamen er uitbreidingen met tal van nieuwe diensten: een dienst kinder- en jeugdpsychiatrie, een palliatieve dienst, een slaapkliniek, een heelkundig dagziekenhuis, een borstkliniek, een multidisciplinair pijncentrum, een MR- en CT-scanner, een vernieuwde afdeling neonatologie, een bekkenbodemkliniek, een revalidatiecentrum met rug- en nekschool, een revalidatie- en re-integratieprogramma RE-VITA voor mensen na een kankerbehandeling, een kinderplasschool voor een multidisciplinaire aanpak van plasproblemen bij kinderen, een vernieuwde afdeling pediatrie, een dienst hemodialyse en een geriatrisch dagziekenhuis.

## Engagement
Sinds 2004 steunt AZ Sint-Lucas Brugge  op structurele wijze een ziekenhuis in Popokabaka in Congo, in samenwerking met de niet-gouvernementele organisatie Memisa. 